# Billie Jenkins

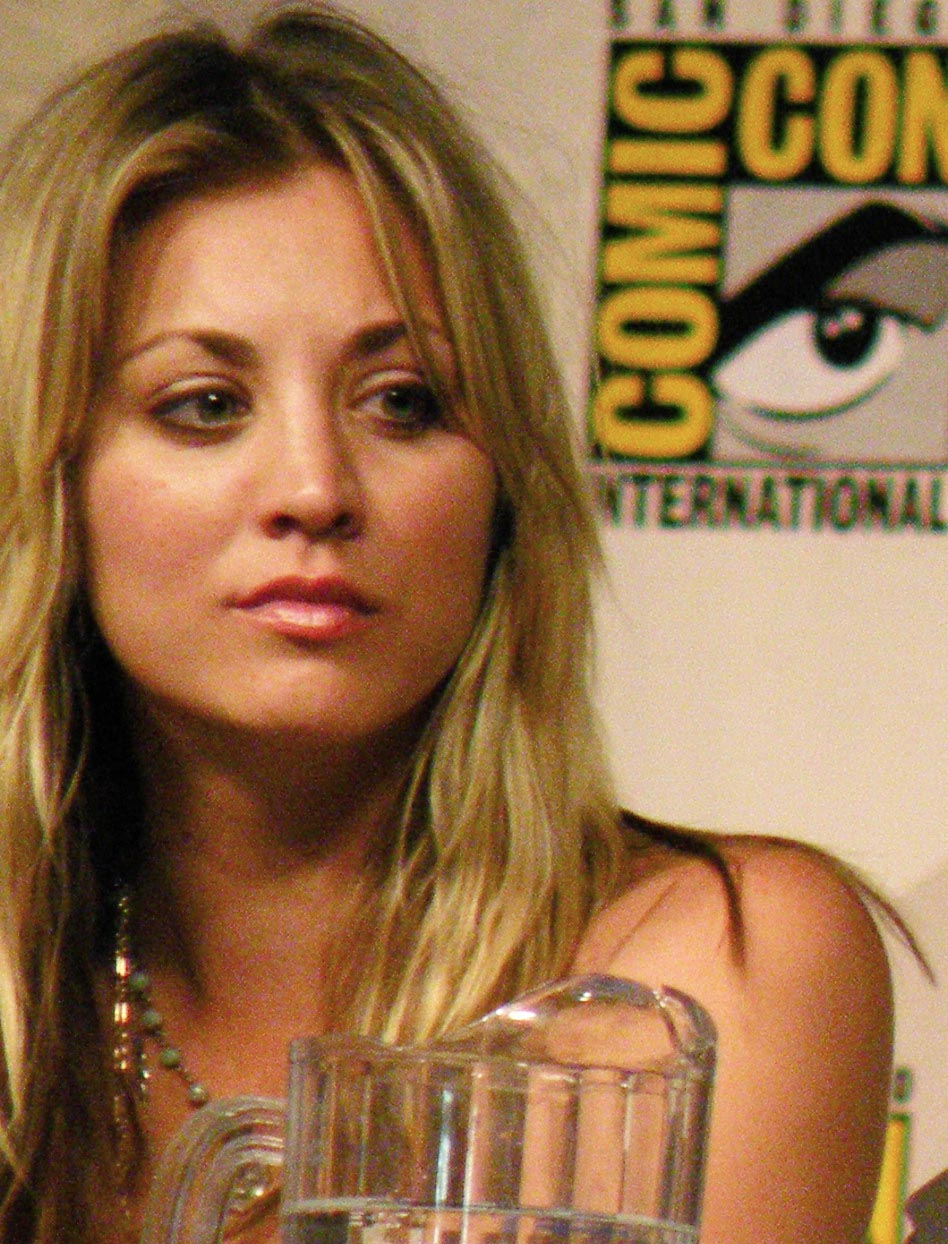
Kaley Cuoco interpretó a Billie Jenkins.

Billie Jenkins personaje ficticio de la exitosa serie Charmed , la cual aparece en la Octava Temporada (año 2006), bruja perteneciente a la Profecía de Brujas conocido com "El Poder Supremo" junto a su hermana mayor Christie. Sus poderes son telequinesis y más tarde desarrolla Proyección.

## Historia
Después de enterarse de sus poderes de bruja, descubriendo a sus 20 años la telequinesia, la habilidad de mover objetos con la mente a través de su manos, Billie quien vivía en una fraternidad universitaria por las noches anda en cacería de demonios, disfrazada de negro, peluca negra , gafas oscuras y un Athame como arma. Esta vida secreta de Billie coincide con el plan de las Embrujadas en hacerse pasarse por muertas cuando combatieron con el demonio Zankou además, Billie resulta ser una nueva protegida de Paige quien ha desarrollado su mitad ángel. Así empieza la introducción de Billie a la vida de Las Halliwell, las cuales al salvarla de unos demonios hace un trato con La Hechiceras para aprender a ser una bruja y guardar el secreto de sus nuevas identidades. O eso era lo que parecía, mientras más pasa tiempo con Las Halliwell, inspira a las hermanas a retomar sus vidas de brujas y como las Embrujadas, sin embargo eso no es todo, Billie al enfrentarse en seco con un demonio le recuerda el extraño rapto de su hermana mayor Christie, hace unos años atrás y le da a Billie una misión especial como bruja: encontrar a su hermana perdida a toda costa. Al Principio las hermanas la ayudan en su ardua misión, pero luego se ve algo opacado ya que el ángel de la Muerte da muerte a Leo (que ahora es mortal) y el Àngel del Destino aparece con una nueva misión para "El Poder de Tres", una batalla final la cual depende de su resultado en esa batalla regresara a Leo ya que las tres, sobre todo Piper necesitaba la gran chispa para tener algún sentido para poder luchar en esta batalla. Cuando sucede esto Billie consigue un Demonio congela temporalmente a sus víctimas y otros demonios que están en su poder, entre uno de esos demonios estaba el demonio que raptó a su hermana, Billie sacrifica la oportunidad de saber más de su hermana para congelar temporalmente a Leo para que el Ángel del Destino pueda llevárselo. Al tiempo Billie invita a sus padres para San Francisco para buscar pistas que le ayude en su desesperada búsqueda, pero sin querer convierte a sus padres en asesinos profesionales (versión de Sr. y Sra. Smith) y es donde descubre su nuevo poder llamado Proyección, un poder muy poderoso que le permite sin conjurar o le uso de poción alguna materializar o hacer realidad lo que pueda expresar. Con este nuevo poder logra concentrarse y llega a la mazmorra donde Christie pero con la edad que tenía cuando la raptaron. Después de esto vuelve a llegar al presente y se concentra para llegar a la Christie actual y la libera de una mazmorra del Inframundo. 
Billie salva a su hermana Christie la cual se ve confundida e indefensa. Billie le dice que ambas son brujas así que al igual que ella debería tener un poder, este poder no tarda en reflejarse cuando Christie a través de la mente hace que unos papeles se consuman en llamas, su poder piroquinesia, algo que no toma a las hermanas de sorpresa después de años viendo cosas mágicas. Pero Christie engañando a Billie y a las Halliwell, refleja que es una aliada de La Triada, la cual ha regresado de la muerte para vengarse de las Hechiceras, ser la nueva Fuente del Mal y alterar el equilibrio universal. Christie ha sido adoctrinada por La Triada diciéndole que Las Hechiceras se han vuelto en contra del Bien y deben ser destruidas, Christie revela su segundo poder: la telepatía, pero al mismo tiempo al encontrarse con su familia Christie se pone en duda, para evitar que olvide su misión, envía a unos demonios a matar a sus padres, Las Embrujadas descubre que La Triada está viva y destruye a dos de ellos. Christie de la rabia por destruir a sus padres destruye al último de la Triada y empieza a enemistarse con Piper y sus hermanas haciéndole culpables por ser egoístas. En cuanto a los demonios que mataron a sus padres según no podrían ser destruidos pero en una cacería de demonios que llevan a cabo Las Halliwell llegan Las Jenkins y ambas unidas de manos destruyen ha ambos, en ese momento el camino de ambas familia toma su rumbo, la hechiceras descubren que Billie y Christie son "El Poder Total" y sus oponentes en la batalla final anunciado por el Ángel del Destino. Las Jenkins regresan a toman el Liceo de Magia y junto a un amigo imaginario de la infancia (quien resulta ser un demonio al servicio de La Triada) tratan de buscar la forma de mostrarle a Billie la razón de porque deben ser destruidas las Halliwell. 
Mediante una poción de sueños a que someten a las Halliwell, Billie ve los deseos más anhelados por las hermanas quienes a su vez se ven atrapadas en cada sueño. con esto Billie se convence de que debe destruir a las hermanas. Luego Christie junto al Amigo imaginario usando las notas de Billie del Libro de Las Sombras logran poner a todo el mundo mágico en contra de las hermanas, al final Las Jenkins en presencia de las criaturas mágicas intentan destruirlas pero lograron escapar a tiempo salvando el Libro de Las Sombras. Son desterradas al Inframundo ya que eran consideradas las malas y les fue usurpado su posición por "El Poder Total". Las hermanas se trasladan al nuevo apartamento de Phoebe y tratan de idear un plan para destruir a Las Jenkins. El Primer Plan fue crear pociones ultra destructoras para destruirse, igual pensó el otro bando quienes tenían como base el Liceo de Magia. se enfrentaron en la sala y lanzaron las pociones y antes que pudiesen llegar a su destino chocaron y produjeron un estallido que elevó a ambos bandos, Las Halliwell hacia la ventana y Las Jenkins hacia las escaleras de la Quinta Halliwell. Al ver que no funcionó, ambos bandos regresaron a sus bases. La Triada por medio del "amigo imaginario" les propuso a las Jenkins a convocar a "EL Vacío" para poder destruir a Las Embrujadas. Las hermanas mediante unos demonios se enteraron del plan de La Triada. Billie y Christie no podían convocar a "El Vacío" pues no tenían el suficiente poder así que buscaron a Wyatt quien estaba bajo el cuidado de Victor Bennet y por ser el hechicero más poderoso lograron invocarlo. Las Hermanas por ser tan poderosas pudieron también invocar a "El Vacío". Billie y Christie absorbieron los poderes de Wyatt, y Piper, Phoebe y Paige absorbieron los poderes de uno de los demonios, pero su plan para vencer en la batalla final fue destruir primero a Los Espíritus de La Triada y luego matar a Las Jenkins. Ambos bandos se presentaron en la sala central de la Quinta Halliwell, y ambas profecías empezaron a absorberse entre sí los poderes. Esto provocó que se formara un estallido de energía en el centro de la sala y que al final explotó elevando a las chicas y destruyendo por completo la Quinta Victoriana. Entre los escombros Piper se levanta, ve que todo ha pasado pero ve que Phoebe murió, aparece el Ángel del Destino, le devuelve a Leo pero dice que esto no debió ser así. Piper busca a Paige y encuentra a Billie con vida, Piper la ataca pero Billie logra escapar, Chrsity también pereció en la batalla, se dirige al Liceo de Magia a encontrase con el amigo imaginario. Este al mismo tiempo le plantea que la única forma de devolverle la vida a Christy es usando la Proyección, mientras Billie se concentra el demonio le seduce y después casi entrando al éxtasis de concentración le dice que resucite a La Triada, en ese momento Billie se da cuenta de que ha sido manipulada para ayudar a La Triada, y entonces decide viajar por el tiempo y advertirle a su yo del pasado y asu hermana que todo fue una trampa. Billie por fin logra llegar pero en el tiempo que su yo del pasado y Christie están poseídas por "El Vacío" y entonces en noqueada. Pero justo en el tiempo que Las Jenkins y Las Hallliwel se enfrenta Piper del presente llega de la nada junto a Penny y Patty del pasado para conjurar un hechizo que expulsa a "El Vacío", Las 5 vuelven en si como se reescribió la historia, Piper y Billie se unen a sus yo del pasado, Leo desaparece nuevamente (ya que no se dio la batalla) y las hermanas Jenkins ante su defensa deciden desaparecer. Billie intenta hacer razonar a Christie de que fueron utilizadas por La Triada, pero a Christie poco le importa ya que fue adoctrinada para destruir a Las Halliwell, Billie intenta detenerla pero Christie en su ambición decide trabajar sola. Billie preocupada por todo lo que hizo se reecuentra con Las Halliwell y las ayudará a conseguir los espíritus de La Triada para ser erradicados totalmente. Las Hermanas destruyen a por definitica a La Triada, pero Christie aparece y decide destruir a Piper, Phoebe y Paige; Billie intenta detenerla diciendo que todo acabó y pero Christie decide destruirlas sin importar en hacer daño a Billie, crea una bola de fuego con la mente pero Billie la desvía con la Telequinesia destruyendo a Christie. Las hermanas se van y Billie se queda un rato más llorando la muerte de su hermana. 
Al Romperse "El Poder Total", Billie en el futuro es amiga de Las Halliwell, rehace su vida con el dolor de haber perdido su familia.

## Enlaces Externos
- Datos: Q63918